# 小亚瑟·麦克阿瑟
小亚瑟·麦克阿瑟（英語：Arthur MacArthur Jr.，1845年6月2日—1912年9月5日）是一位美国陆军将领。

## 生平
1845年6月2日，小亞瑟·麥克阿瑟誕生:2。小亞瑟·麥克阿瑟出生在美国马萨诸塞州奇科皮。1862年以威斯康辛義勇軍第24步兵團（密爾窩基團）中尉副官:6。1864年正式統率威斯康辛團，上校軍銜:9。南北戰爭結束後，第24步兵團三分之二以上官兵死亡，於1865年1月全部遣散:12。1866年2月接受正規軍步兵第17團少尉任命，至7月28日調升步兵第36團上尉:12。1884年戍守塞爾登堡:16。1889年7月1日調任華盛頓助理副官局長:18。1896年5月26日擢升中校:20。1900年担任第一次美国殖民时期（1898年-1901年）菲律宾总督，一年后他因为和当地地方长官，也就是未来美国总统威廉·霍华德·塔夫脱闹矛盾而结束。曾参与过美国内战（南北戰爭）、北美印第安战争、美西战争和美菲战争。
即使小亞瑟·麥克阿瑟最終晉升到當時美國陸軍最高軍階陸軍中將，但他仍沒擔任美國陸軍參謀長一職，這也成為小亞瑟·麥克阿瑟軍旅生涯中最遺憾的事。

## 家族
父亲老亚瑟·麦克阿瑟曾经担任威斯康辛州州长和密尔沃基当地法官，儿子道格拉斯·麦克阿瑟是美国五星上将，他们也同时成为历史上第一对都获得过荣誉勋章的父子。

## 传记
- James, D. Clayton.  1. Boston: Houghton Mifflin. 1970. ISBN 0-395-10948-5. OCLC 60070186.
- MacArthur, Douglas. . Annapolis: Bluejacket Books. 1964. ISBN 1-55750-483-0. OCLC 220661276.

## 延伸阅读
- Young, Kenneth Ray. . Boulder, Colorado: Westview Press. 1994. ISBN 0-8133-2195-6.